# Manuela Porto
Manuela Porto (Lisboa, 24 de abril de 1908–Lisboa, 7 de julio de 1950) fue una actriz, escritora, periodista, crítica de teatro, recitadora de poesía y traductora portuguesa, conocida también por su activismo como defensora de los derechos de las mujeres y opositora al régimen del Estado Novo en Portugal. Como traductora, introdujo importantes obras de varios escritores, hasta entonces nunca traducidas al portugués, como Louisa May Alcott, Anne Brontë, Elizabeth Gaskell y Virginia Woolf y también se le atribuye la popularización de la obra del poeta portugués Fernando Pessoa a través de sus recitales de poesía.

## Trayectoria
Manuela Cesarina Sena Porto de Araújo Pereira nació el 24 de abril de 1908 en la capital portuguesa donde vivió toda su vida. Nacida fuera del matrimonio pues sus padres se casaron años más tarde, en su partida de nacimiento no figuraba el nombre de la madre, pero era de dominio público que era hija de Judite Sena Porto y César Cristóvão de Sousa Porto (1873-1944), militante republicano, periodista, escritor, dramaturgo, ensayista, traductor y profesor, conocido por haber sido rector de la Escola Oficina nº 1 de Lisboa, a principios del siglo XX, que introdujo en el país una pedagogía laica diferente, orientada a la preparación multidisciplinar del alumnado y al desarrollo de su espíritu crítico. Fue también fundador y director de la revista Educação Social, que divulgó el método de enseñanza practicado en la misma escuela.
Dotada para las artes, durante su juventud Porto asistió a la escuela dirigida por su padre y más tarde ingresó en la Escuela de Teatro de Lisboa, dirigida por el anarquista Araújo Pereira (1871-1945). Debutó poco después, en 1924, como actriz aficionada al lado de la actriz y traductora Emília de Araújo Pereira, en la obra As Irmãs, de Gaston Devore, en Teatro Juvénia y su debut como actriz profesional, formando parte de la compañía de teatro Rey Colaço - Robles Monteiro, tuvo lugar en noviembre de 1926, en la obra A petiza do gato, de Carlos Arniches, en el Teatro do Ginásio. Después de varias actuaciones, siempre en papeles secundarios, Porto decidió seguir su pasión por el teatro y profundizar sus conocimientos por lo que ingresó en el Conservatorio Nacional de Teatro, donde fue compañera de João Villaret. Terminados sus estudios en 1931, con la máxima nota (20 puntos) y un premio, el 19 de diciembre del mismo año se casó con el pintor, ilustrador y escenógrafo portugués Roberto Araújo Pereira (1908-1969), hijo de su antiguo profesor Araújo Pereira y de su compañera de escena Emília de Araújo Pereira. Como ambos no habían sido bautizados por la Iglesia católica, la ceremonia tuvo lugar en el registro civil de Lisboa. El acuerdo matrimonial estipulaba también la «separación total, completa y absoluta de bienes», un concepto pionero y radical para la sociedad portuguesa de la época.

### Carrera en el teatro y recitales de poesía
En la década de 1930, Porto siguió actuando profesionalmente, formando parte del reparto de varias obras producidas por la Companhia de Gil Ferreira y la Grande Companhia Dramática Portuguesa, pero se desilusionó con la escena artística portuguesa debido a las pocas oportunidades que ofrecía a sus artistas, impregnada de «empresarios sin escrúpulos y artistas ignorantes», según sus propias palabras. Se fue retirando poco a poco de los escenarios, dando su última actuación en el papel de Hermia en la obra de William Shakespeare, El sueño de una noche de verano representada al aire libre, en el parque Palhavã, en Lisboa, con Amélia Rey Colaço, en 1941.
En 1934, Porto viajó con su marido a Inglaterra, Bélgica y Francia y comenzó a recitar poesía a su regreso a Portugal, después de asistir a varios recitales y veladas poéticas. Centrada inicialmente en la recitación de obras de algunos poetas de los siglos XVII y XIX, pronto comenzó a participar en otros eventos culturales, siendo invitada a recitar poemas de Fernando Pessoa y sus heterónimos, concretamente en varias conferencias celebradas en la Casa das Beiras de 1938, así como de otros poetas y escritores portugueses modernos, como Mário de Sá-Carneiro, João José Cochofel, Fernando Namora, Carlos Queirós, Adolfo Casais Monteiro o José Régio, en el Instituto Británico de Lisboa y en la Emissora Nacional en 1939.  Siguiendo con su nueva vocación y con gran éxito profesional, en la década de 1940, Porto participó en varios congresos y recitales, viajando también a Oporto y Coimbra, donde recitó numerosos poemas de la nueva ola de la literatura portuguesa, como los de los miembros del grupo conimbricense Novo Cancioneiro, Políbio Gomes dos Santos, Sidónio Muralha, Joaquim Namorado, Mário Dionísio, Álvaro Feijó, Carlos de Oliveira, António dos Santos Abranches, António Ramos de Almeida y Manuel da Fonseca, además de otros autores de poesía brasileña, como Jorge de Lima, Ribeiro Couto y Cecília Meireles.
En 1948, la antigua actriz formó y puso en escena el Grupo Dramático Lisbonense, un grupo de teatro aficionado compuesto en su mayoría por miembros del coro del Movimiento de Unidad Democrática, formado por el director de orquesta y compositor Fernando Lopes-Graça. En 1949, después de que un incendio destruyera la sede de la compañía situada en la Rua Marcos Portugal, en Lisboa, el grupo reanudó sus actividades en la Academia de Amadores de Música, destacando entre los diversos miembros del grupo la actriz Gina Santos.

### Carrera literaria
En literatura, debutó en 1945 con una traducción de la Histoire du théâtre de Robert Pignarre, firmándola únicamente con sus iniciales MP. Aunque ese mismo año publicó otras dos traducciones de obras de autores masculinos, las mujeres escritoras fueron fundamentales en su carrera literaria, pues tradujo al portugués textos de autoras ilustres como Louisa May Alcott, Anne Brontë, Elizabeth Gaskell, Hazel Goodwin Keeler, Katherine Mansfield y Virginia. Woolf. Poco después, como retratista o autora biográfica, escribió sobre la vida de Virginia Woolf, Katherine Mansfield, Dorothy Parker y las escritoras portuguesas Judite Vitória Gomes da Silva, conocida como Judite Navarro y Maria Amália Vaz de Carvalho.
Dentro del género de la ficción y la novela, Porto escribió y publicó Um filho mais e outras histórias (1945), Uma ingénua: a História de Beatriz (1948 ) y Doze historias sem sentido (publicada póstumamente en 1952), abordando en sus obras temas profundos y luchas intensas, en las que las protagonistas sufren el maltrato de los padres, la traición y el abandono del cónyuge, el luto por un hijo o la decepción constante por no poder seguir la carrera que desean. En el caso de Uma ingénua: a História de Beatriz, la protagonista de su novela es una actriz, lo que permite a la autora señalar muchas de sus críticas anteriores al mundo del teatro portugués.
Aunque Porto puso fin a su carrera como actriz bastante pronto, nunca abandonó del todo la escena, trabajando como crítica teatral entre 1946 y 1950. Sus textos no eran sólo reseñas de los espectáculos a los que asistía, sino también artículos de opinión sobre la situación del teatro en Portugal.
Además de sus traducciones, la ex actriz y activista también colaboró con artículos en numerosas revistas y periódicos, como Mundo Literário, Vértice, Seara Nova, Diário de Lisboa o la revista Eva, donde también trabajó como secretaria de redacción.

### Activismo, feminismo y oposición al Estado Novo
En 1930, Porto comenzó a interesarse por el activismo feminista, inscribiéndose y asistiendo a diversas conferencias de Francine Benoit, Sara Beirão, Arminda Gonçalves y Maria Lamas, entre muchas otras activistas por los derechos de la mujer, en el marco de la exposición titulada Certame das Mulheres Portuguesas o Exposición de Obra Femenina Antigua y Moderna de carácter Literario, Artístico y Científico, creada por el suplemento semanal Modas & Bordados, del diario O Século, y apoyada por el Consejo Nacional de Mujeres Portuguesas (CNMP).
De ideales republicanos y democráticos, tras la implantación del régimen dictatorial del Estado Novo en Portugal, Porto participó activa y públicamente en varias manifestaciones, mítines y conferencias y también se adhirió a diversos movimientos y organizaciones legales y clandestinos que se oponían a la política de António Oliveira Salazar como el Consejo Nacional de Mujeres Portuguesas (CNMP) y la Asociación Portuguesa Femenina por la Paz (AFPP) a finales de los años treinta; el Movimiento de Unidad Nacional Antifascista (MUNAF) en 1943; el Movimiento de Unidad Democrática (MUD) y la Comisión de Escritores, Periodistas y Artistas Democráticos (CEJAD) en 1945; el P.E.N. Club Português en 1947 y la Comisión Central y Femenina del Movimiento Democrático Nacional (MND) en 1949. En enero de 1947, Porto, que había sido nombrada vicepresidenta del Consejo Nacional de Mujeres Portuguesas apenas un año antes, participó en la Exposición de Libros escritos por mujeres celebrada en el salón de la Sociedad de Bellas Artes y fue una de las principales oradoras con una conferencia titulada Virginia Woolf: el problema de las mujeres de letras. Tras la clausura forzosa de la exposición por orden gubernamental, la organización feminista fue ilegalizada y obligada a cesar sus actividades el 28 de junio del mismo año, al igual que todas las organizaciones políticas a las que pertenecía Porto. Muchas de sus integrantes también fueron perseguidas y detenidas por la Policía Internacional y de Defensa del Estado a finales de los años cuarenta.

## Muerte
El 7 de julio de 1950, Porto se suicidó a los 42 años con una sobredosis de barbitúricos, tras varios intentos infructuosos en años anteriores y se especuló con que sufría una profunda depresión. La causa de su muerte no se comunicó en su momento, ya que las noticias de suicidio eran censuradas por el Estado Novo. Se publicó entonces que había muerto en su casa, en la Rua Nova de São Mamede 27, 1º izquierda mientras dormía, cuando en realidad había fallecido en el Hospital de São José, tras ser ingresada de urgencia. El 8 de julio fue enterrada en el cementerio de Lumiar, en Lisboa.

## Legado y homenajes
El 18 de julio de 1950, once días después de su muerte, se celebró en el Clube Oriental de Lisboa una sesión de homenaje a Manuela Porto, con una evocación interpretada por Luiz Francisco Rebello y poemas recitados por María Barroso. Cinco meses más tarde, el 12 de diciembre, el Grupo Dramático de Lisboa rindió homenaje a su fundadora con la representación de su obra O aniversário do banco, en la Academia de Amadores de Música y la pianista Maria da Graça Amado da Cunha descubrió una lápida conmemorativa. El Teatro da Cornucópia, también conocido como Teatro do Bairro Alto de Lisboa, tiene una de sus salas bautizada con el nombre de la actriz y activista feminista Manuela Porto. En la toponimia de los municipios portugueses, varias calles, plazas y plazuelas llevan su nombre, sobre todo en Lisboa, Amadora, Odivelas y Cascais. El 19 de mayo de 1989 se le concedió a título póstumo el grado de Comendador de la Orden de la Libertad.